# سهرت منه الليالي
سهرت منه الليالي هي مجموعة قصصية من أشهر ما كتبه الأديب التونسي علي الدوعاجي. وقد جاء عنوانها من عنوان محمد عبد الوهاب وقد جمعها عز الدين المدني من الجرائد والمجلات القديمة وأصدرها عام 1969 مع مقدمة ضافية.

## الأقصوصات الموجودة في المجموعة
- نزهة رائقة.
- سهرت منه الليالي.

و لعل أكثر ما يميزها عن غيرها من القصص الاخرة النقد البناء الذي يبرز من خلال نقل الواقع المعيشي
وقد اقتبس من كلا هاتين القصتين عمل فني، على التوالي:
- شريط سينمائي عنوانه في بلاد الطررني،
- مسرحية عنوانها «سهرت» اقتبست من القصة الثانية،
- أقصوصة موت العم باخير،
- في شاطئ حمّام الأنف،
- الرّكن النيّر،
- كنز الفقراء وهي قصّة شعريّة ل «غابريال دانينزو» الشّاعر الإيطالي،
- المصباح المظلم «العنوان ماخوذ من الجّزء الثّاني من هذه القصّة ولم يعثر على بقيّتها»،
- المسرحيّ بعنوان راعي النّجوم،
- أحلام حِدِّي،
- أمن تذكّر جيران بذي سلم،
- مجرم رغم أنفه،
- قتلت غالية !،
- سر الغرفة السابعة،
- نهاية أعزب،
- وأمّ حوّاء على نمط ولسان: "طه حسين"